# 布里亚斯科
布里亚斯科（意大利语：Buriasco），是意大利皮埃蒙特大区都灵省的一个市镇。人口1411(2010年12月31日)。

## 友好城市
- 阿根廷María Juana